# Замошшя (Мядельський район)
Замошшя (біл. вёска Замошша) — село в складі Мядельського району Мінської області, Білорусь. Село підпорядковане Сватківській сільській раді, розташоване в північній частині області.